# خذروف

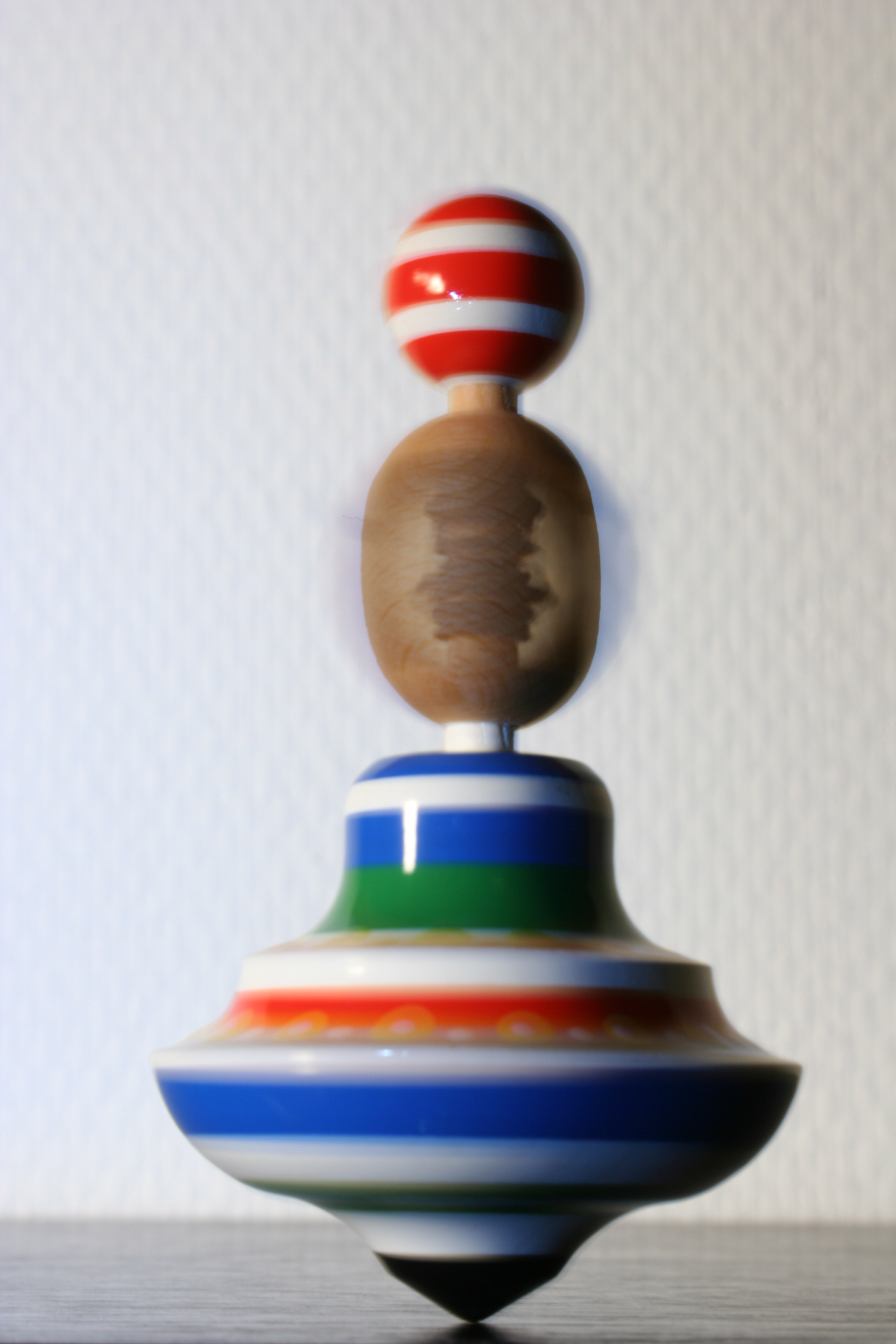
خذروف خشبي في حالة دوران.

الخُذْرُوْف (الجمع: خَذَارِيف) أو البُلْبُل (الجمع: بَلَابِلُ) أو المِرصاع (الجمع: مَراصيع) أو دَوّامة الصبيان، وهي خشبة دوّارة يُلعب بها، أو كل خشبة يدحى بها. أو هي لعبة مصنوعة من مادة صلبة مثل الخشب أو اللدائن أو غيرهما، وتأخذ شكل البلبل تُلعب بتدويرها لأطول فترة ممكنة على رأسها المدبب.

## التعريف
الخذروف هي لعبة يتخذها الصبيان، وهي قطعة من الخشب مخروطية الشكل تشبه الكمثرى مفلطحة في أحد طرفيها وحادة في الطرف الآخر.

## التسميات
يسميها العراقيون المُصراع (أو المُصرَع) وهي تصحيف المرصاع بتقديم الصاد على الراء.
والكلمة اسم آلة مشتقة من رصع الشيء: إذا ضربه بيده: اما الطرف المفلطح فيسميه صبية العراق: الجاك (الجاگ) والكلمة فارسية معناها الفتحة والشق والفلطحة، أما الطرف الآخر الحاد (المدبب) فيدخل فيه نوع من المسمار يسمى النبل أو النبلة.
وللمرصاع أسماء متعددة بحسب البلدان ولغات القبائل، منها:
- الدوامة: على وزان رمانة، قال اللغويون في تعريفها: هي فلكة يرميها الصبي بخيط، فتدوم أي تدور على نفسها، والجمع دوام فاشتقاقها إذاً واضح.
- الفُرّيرة: وهي تسمية صغار صبية العراق، بفاء موحدة مضمومة وراء مثقلة مفتوحة وياء ساكنة وراء مهملة مفتوحة وفي الآخر هاء. والكلمة مشتقة من فرَّّ الشيء إذا أداره على نفسه. فيكون معنى الفريرة والدوامة شيئاً واحداً.
- البلبل: بعض أهل ديار الشام وكذلك لبنان يسمون المرصاع لعبة البلبل، واهل بغداد يريدون بلعبة البلبل اللعبة المعروفة بالقلة عند العرب، فالواحدة غير الأخرى.

## أنواعه
يقسم أهل العراق المرصاع قسمين: ونان وناعور.
- الونان (وزان شدّاد) هو المرصاع العادي وقد يكون نبله من خشب عوضاً من الحديد ولكنه نادر الاستعمال. ويدار بان يلف الصبي الخيط عليه، مبتدئاً من طرف النبل (المسمار) (صعوداً على الجسم المخروط)، وينهيه عند منتصفه، ثم يلقيه على الأرض (وفي نفس الوقت) بان يجر الخيط منه بسرعة، وهذا الخيط بلسان أهل العراق يسمى الزيك (بالكاف الفارسية) (وزان الزيج) والكلمة فارسية مبنى ومعنى.
- الناعور وهو الدوامة التي قد ثقب فيها ثقب فاذا دومت أي دارت على نفسها نعرت أي صاحت وصوتت كصياح رجل يصوت من خيشومه. والناعور في الزوراء (بغداد) على ثلاثة أنواع:

1. ناعور له فلس (والفلس عندهم سداد أو صمام) يسد به ثقب المرصاع من الطرف الواحد، من بعد ان يكون قد ثقب من الطرف الواحد إلى الطرف الآخر، فاذا سقط هذا الفلس عند التدويم أو الدوران يقال طار الفلس.ويسمي بعضهم هذا النوع من الناعور بأسم (أبو حس) وحس يعني صوت، بمعنى (ذي الصوت).
2. والنوع الثاني من الناعور إذا كان الصوت من طرف (الجاك) (بالكاف الفارسي) فيسمى (أبو حِسين) أي (ذا صوتين،).
3. أما النوع الثالث فهو إذا كان له فلس من الجانب الواحد وبإزائه ثقب ثانٍ، وفلس في (الجاك) فيسمونه (أبو ثلث حسوس) أي (ذا ثلاثة أصوات).ويرمى الناعور كما يرمى المرصاع بدون فرق يذكر.

```
ويكون المرصاع أو الناعور يمنوياً أو يسروياً، فالأول يتخذه الصبي الذي يستخدم يده اليمنى، والثاني يستخدمه الصبي الذي يلعب بيده اليسرى.
```

## الخذروف في التراث
كان العرب الأقدمون يسمون الناعور (خُذْرَة) أو خذروفاً قال في التاج: الخذرة بالضم...الخذروف، وتصغيرها خُذَيرَة. وقال في تعريف الخذروف (كعصفور): شيء يدوره الصبي بخيط في يده فيسمع له دوي. قال امرؤ القيس يصف فرساً:
وقال عمير بن الجعد بن القهد:
وقال الليث: الخذروف عويد أو قصبة مشقوقة يفرض في وسطه، ثم يُشَد بخيط، فاذا مُدَ دار وسمعت له حفيفاً، يلعب به الصبيان ويسمى (الخرارة) وبه يوصف الفرس لخفة سرعته.قال: والخدروف السريع في جريهِ... وذكر الصاغاني في العباب الزاخر: انه قال غيره: الخذروف طين يعجن ويعمل شبيهاً بالسكر (وجاء في مجلة لغة العرب: الاكر: بمعنى الكرة، وهو الصواب) يلعب بها الصبيان.
الخذروف وجميع مرادفاته تعني الدوامة.

## أنواع الخذروف
ومن أنواع الخذروف أو الخرارة:
- الحنبوز: وهو ما يسميه صبية البصرة بالحنبوز أو الحنبوس أو الحنبوش أو الحنبوص وهو نوع من الدوامة لا يدور الا إذا ضرب بسوط أو نحوه.
- الشاخة: (هي وزان قامة) عند العراقيين، فهي عويد مفلطح في جهة ومستدير في جهة أخرى، أو مفلطح كله يخرقه من الوسط محور صغير يدور عليه، وفي وسط العويد ثقب ويشد بخيط ويمده اثنان، الواحد يقبض بيده على الخيط والآخر يُرسل الخيط، فاذا دار سمع له حنين. وجاء معناه من شاخ يشيخ: إذا فَعُل فِعل الدراويش الشيوخ، أي دار واخرج صوتاً غريباً في دورانه. وهذا هو الخذروف أو الخرارة على الحقيقة عند الأقدمين.
- الفرارة: أو الفريرة فهو عويد صغير مستدير يجوز به محور صغير يديره الولد باصبعه.
- الحاج لقلقي: وعند صبية الموصل نوع من الخذروف اسمه عندهم (الحاج لقلقي) وهو طويل الشكل في رأسه عود طويل وفي آخره عود قصير جداً ينتهي بنبل (مسمار ذو قاعدة مدببة) من حديد. ويمكن ان يدار هذا النوع من الخذرة على أحد رأسيه على السواء بدون تخصيص رأس دون آخر، ويكون (الحاج لقلقي) في الغالب ناعوراً صامتاً، أي دوامة بسبطة.

## خاتمة
ولم يعرف الأقدمين من الرومان واليونان من المرصاع إلا (الحنبوز) أي المخروط. وكان السحرة عند هؤلاء الأقوام يتخذون في سحرهم شيئاً مستديراً يشبه المغزل أو الدوامة والخذروف أو الدولاب يكون من نحاس يسمونه (رُنْبس).
والظاهر ان العرب عرفوا هذا النوع من اللعب منذ الأعصر القديمة، لوروده في شعرهم القديم وورود مرادفات له عندهم. اما مخترعه فلا يعرف على التحقيق.